# Adolf Kaschny
Adolf Kaschny (ur. 30 maja 1881 roku w Kobeřicach, zm. 16 września 1951 w Monachium) – adwokat, notariusz, polityk śląski, działacz Katholische Volkspartei – górnośląskiego odłamu partii Centrum, do roku 1933 nadburmistrz Raciborza, w latach 1927–1933 przewodniczący Zjednoczonych Związków Górnoślązaków Wiernych Ojczyźnie (Vereinigte Verbande Heimattreuer Oberschlesier), w latach 1933–1944 w podziemnej opozycji antynazistowskiej, od 1944 więzień nazistowskiego obozu koncentracyjnego, w roku 1945 organizator struktur CDU, od roku 1950 z ramienia CDU poseł sejmu krajowego Północnej Nadrenii-Westfalii.

## Biografia polityczna
Adolf Kaschny był działaczem Katolickiej Partii Ludowej (Katholische Volkspartei), z której szeregów wywodzili się czołowi działacze na rzecz niepodległości Górnego Śląska – Ewald Latacz, Józef Musioł i Heinrich Skowronek. Z jej ramienia piastował on funkcję nadburmistrza Raciborza. Miał znaczący wpływ na politykę całej Prowincji Górnośląskiej. Nazwisko Kaschnego wymieniano obok nadprezydenta Prowincji Górnośląskiej – Alfonsa Proskego i górnośląskiego starosty krajowego Hansa Piontka wśród górnośląskich "arcyksiążąt" lidera górnośląskiego Centrum – ks. Carla Ulitzki, zwanego przez niemiecką prasę "królem" Górnego Śląska. Od początkowych członów nazwisk tych czterech polityków, Prowincję Górnośląską nazywano żartobliwie "Provinz Propiulka" (PROske, PIontek, ULitzka, KAschny). W 1926 roku kandydatem na funkcję przewodniczącego Zjednoczonych Związków Górnoślązaków Wiernych Ojczyźnie (VVHO) był Hans Lukaschek. Jednak Polacy domagali się uczciwego rozdziału stanowisk w Komisji Mieszanej od organizacyjnych. 
Ostatecznie w lipcu 1927 roku na czele VVHO stanął ich długoletni członek, nadburmistrz Raciborza – Adolf Kaschny. W celu zniwelowania wpływów prawicowych nacjonalistów w tej organizacji, Kaschny znacznie zwiększył efektywną kontrolę nad nią, jednak nie udało mu się zapobiec uroczystościom gloryfikującym nacjonalistyczne ekscesy - jak sam pisał. 11 marca 1930 roku przewodniczący frakcji Polsko-Katolickiej Partii Ludowej w Sejmiku Prowincji Górnośląskiej – Arkadiusz Bożek, pod koniec posiedzenia komory rolniczej w Opolu, poinformował tamtejszych członków Centrum, że zwarty blok niemieckiej prawicy, socjaldemokraci (SPD) i Polacy (PKPL) odrzucą kandydaturę Franza Erhardta na stanowisko starosty krajowego. Partie te jednocześnie podkreśliły, że nie mają nic przeciwko kandydaturze raciborskiego nadburmistrza Kaschnego. 16 marca 1930 roku "Schlesische Zeitung" pisała: raz kiedy nastąpiła kuriozalna i jednorazowa koalicja interesów od niemieckiej prawicy narodowej, poprzez SPD, które wystąpiły wspólnie z obozem narodowo-polskim i innymi siłami, popierając kandydaturę Kaschnego – przewodniczącego VVHO, tak żarliwie zwalczanego przez stronę narodowo-polską. Ostatecznie starostą został jednak Theophil Woschek
Do przejęcia władzy w Niemczech przez Adolfa Hitlera 23 maja 1933 roku Adolf Kaschny został odwołany z urzędu nadburmistrza Raciborza, następnie przeszedł do podziemnej opozycji. 20 lipca 1944 roku w kwaterze głównej „Wilczy Szaniec” w Prusach Wschodnich dokonano nieudanego zamachu na Hitlera. Nazajutrz gestapo rozpoczęło krwawą rozprawę z jego organizatorami, a wkrótce również zajęło się pozostałymi opozycjonistami. Adolf Kaschny był najpierw długotrwale przesłuchiwany przez śledczych z raciborskiej komendy nazistowskiej Służby Bezpieczeństwa (SD), a następnie trafił do obozu koncentracyjnego. W lutym w 1945 roku został zwolniony i zamieszkał w Kłodzku. Po zakończeniu wojny wrócił do Raciborza i zaoferował współpracę polskim władzom. Spotkał się jednak z odmową i wyjechał do rodzinnych Kobeřic.
W Hlučínie został honorowym przewodniczącym Komitetu do spraw uciekinierów z okolic Koźla, Raciborza i Głubczyc. Komitet prowadził rozległą działalność polityczną i kulturalną żądając m.in. przyłączenia rejonu Koźla, Raciborza i Głubczyc do Czechosłowacji. Władze czechosłowackie dążąc do poprawy stosunków z Polską odwołały Adolfa Kaschnego z komitetu. W połowie 1946 roku został on wysiedlony do Niemiec. Dzięki pomocy Konrada Adenauera zamieszkał w Westfalii.
W styczniu 1947 roku Adolf Kaschny, łudząc się, że sprawa Śląska nie jest jeszcze ostatecznie przesądzona, wysłał do przyszłego szefa państwa niemieckiego – Konrada Adenauera list następującej treści: Dlaczego by nie spróbować zrobić ze Śląska drugiej Szwajcarii. Ten przesadny nacjonalizm, wytwarzający nienawiść między narodami, który dzisiaj widzimy w Polsce i Czechosłowacji, szalejący tak samo jak po roku 1933 w Niemczech, musi być w końcu pokonany. W jego postulacie widać wyraźny powrót do koncepcji lansowanej po I wojnie światowej przez Związek Górnoślązaków-Bund der Oberschlesier oraz jego sponsora księcia pszczyńskiego Jana Henryka XV, czyli niepodległego państwa śląskiego wzorowanego na Szwajcarii. 23 maja 1947 roku Adolf Kaschny w liście do Carla Ulitzki pisał: Widać jak na dłoni, że jestem na bardziej poufałej stopie z dr Adenauerem, z którym wcześniej współpracowałem w pruskiej Radzie Państwa, jak również w zarządzie Związku Niemieckich Miast, niż z kimkolwiek innym na obcym dla mnie do dziś zachodzie Niemiec […] Jednak można się obawiać, że Adenauer nie będzie gotowy na porzucenie interesów Zachodnich Niemiec, by np. Zagłębie Ruhry pod rosyjską kontrolę oddać, w zamian za kompromis w sprawie międzynarodowej kontroli Śląska. Sam Adolf Kaschny w roku 1950 uzyskał mandat posła w Landtagu Północnej Nadrenii-Westfalii z ramienia CDU. 16 września 1951 roku w drodze na Kongres Śląski, zginął w wypadku drogowym w Monachium, przeżywszy 70 lat.